# جونينيو (لاعب كرة قدم مواليد 1989)
جونينيو (بالبرتغالية: Júnior Aparecido Guimaro de Souza‏) هو لاعب كرة قدم برازيلي في مركز الوسط، ولد في 28 مايو 1989 في ساو باولو في البرازيل. شارك مع منتخب تيمور الشرقية لكرة القدم. أما مع النوادي، فقد لعب مع نادي أفاي ونادي بوتوشاني ونادي ساو باولو ونادي سلاغور ونادي كويابا.

## وصلات خارجية
- جونينيو (لاعب كرة قدم مواليد 1989) على موقع قاعدة بيانات كرة القدم.إي يو (الإنجليزية)
- جونينيو (لاعب كرة قدم مواليد 1989) على موقع Soccerway.com (الإنجليزية)